# Fabrizio Nassi
Fabrizio Nassi (Pontedera, 1951. augusztus 5. – 2019. november 16.) világbajnoki ezüstérmes olasz röplabdázó, olimpikon.

## Pályafutása
A Pallavolo Catania játékosa volt. Az 1976-os monréali olimpián a nyolcadik, az 1980-as moszkvain a kilencedik helyen végzett az olasz válogatottal. Tagja volt az 1978-as hazai rendezésű világbajnokságon ezüstérmes csapatnak.

## Sikerei, díjai
- Világbajnokság
  - ezüstérmes: 1978, Olaszország